# Petrovsko-Razoumovskaïa (métro de Moscou)
Petrovsko-Razoumovskaïa (en russe : Петровско-Разумовская et en anglais : Petrovsko-Razumovskaya) est une station, commune à la ligne Serpoukhovsko-Timiriazevskaïa (ligne 9 grise) et à la ligne Lioublinsko-Dmitrovskaïa (ligne 10 verte), du métro de Moscou, située sur le territoire du raïon Timiriazevski dans le district administratif nord de Moscou.

## Situation sur le réseau
Établie en souterrain, à 61 mètres sous le niveau du sol, la station de correspondance Petrovsko-Razoumovskaïa est située au point 0104+52 de la ligne Serpoukhovsko-Timiriazevskaïa (ligne 9 grise), entre les stations Vladykino (en direction de Altoufievo) et Timiriazevskaïa (en direction de Boulvar Dmitria Donskogo). Elle est également, un terminus, située au point 108+00,25 de la ligne Lioublinsko-Dmitrovskaïa (ligne 10 verte), avant la station Fonvizinskaïa (en direction de Ziablikovo.